# Stade Pershing
O Stade Pershing foi um estádio multi-uso situado em Vincennes, na França. 
Aberto em 1919, tinha capacidade para 29.000 pessoas e abrigou quatro finais da Copa da França, além de alguns jogos dos Jogos Olímpicos de Verão de 1924. 
Fechado em 1960, atualmente, abriga partidas de baseball.